# Defterdar
Defterdar (Daftardar) era el funcionari de l'Imperi Otomà que portava el defter (registres fiscals), és a dir el principal funcionari de finances. Als països musulmans orientals el mateix funcionari s'anomenava mustawft.
Era el segon funcionari otomà després del gran visir i gaudia d'un estatus similar. Al diwan o govern otomà era un càrrec principal després del gran visir i els dos kadi askers, i tenia dret a emetre firmans (decrets) sobre les matèries de la seva competència. Tenia dret a entrevistar-se amb el sultà. El seu ajudant era el defterdar ketkhudasi.
A partir de Solimà I les funcions a Rumèlia les feia un bashdefterdar o Rumeli defterdari i a Anatòlia el Anadolu defterdari; a l'inici del segle xvi es va crear un nou servei de finances a Alep, i el seu cap, el defterdar-i Arab wa adjam, s'ocupà en endavant de les províncies asiàtiques més llunyanes; no gaire més tard aquest servei fou dividit en districtes (Diyarbakr, Damasc, Erzurum, Alep, Trípoli). Avançat el segle es va crear un defterdar per Istanbul i al final del segle xvi un per les províncies del Danubi que no va durar gaire temps; també efímer fou una divisió de finances pel pressupost de l'exèrcit creada per Selim III.
El 1838 el defterdar va rebre el nom de Ministeri de Finances (maliyya); en endavant els directors provincials de finances van portar el nom de defterdars.